# Хронологія поширення COVID-19 (жовтень 2022)
Стаття описує поширення коронавірусу тяжкого гострого респіраторного синдрому-2, що спричинив спалах коронавірусної хвороби 2019, у жовтні 2022 року. Уперше хвороба була зареєстрована в місті Ухань у КНР у грудні 2019 року.

## Хронологія пандемії

### 1 жовтня
- Малайзія повідомила про 1626 нових випадків хвороби, загальна кількість випадків зросла до 4842505. Зареєстровано 2386 одужань, загальна кількість одужань зросла до 4781122. Кількість померлих залишилася на рівні 36374.[1]
- У Росії кількість випадків хвороби перевищила 21 мільйон.
- Сінгапур повідомив про 3510 нових випадків хвороби, внаслідок чого загальна кількість випадків досягла 1911417. Повідомлено про одну нову смерть, кількість померлих зросла до 1619.[2]
- У футболістів мюнхенської «Баварії» Йозуа Кімміха та Томаса Мюллера підтвердився позитивний тест на COVID-19.[3]

### 2 жовтня
- Малайзія повідомила про 1360 нових випадків хвороби, внаслідок чого загальна кількість випадків досягла 4843865. Зареєстровано 2271 одужання, загальна кількість одужань зросла до 4783393. Повідомлено про одну смерть, кількість померлих зросла до 36375 осіб.[4]
- Сінгапур повідомив про 2863 нових випадки хвороби, загальна кількість випадків зросла до 1914280. Повідомлено про одну нову смерть, кількість померлих зросла до 1620.[2]
- Англійський музикант Рінго Старр отримав позитивний результат тестування на COVID-19. У зв'язку з цим він скасував майбутні концерти в рамках американського туру.[5]

### 3 жовтня
- У Малайзії повідомили про 1244 нові випадки хвороби, загальна кількість випадків зросла до 4845109. Зареєстровано 2005 одужань, загальна кількість одужань зросла до 4785398. Зареєстровано 5 смертей, кількість померлих зросла до 36380.[6]
- Нова Зеландія повідомила про 9975 нових випадків хвороби, внаслідок чого загальна кількість випадків досягла 1789425. Зареєстровано 9776 одужань, загальна кількість одужань зросла до 1777436. Зареєстровано 8 смертей, кількість померлих зросла до 2038.[7]
- Сінгапур повідомив про 2713 нових випадків хвороби, внаслідок чого загальна кількість випадків досягла 1916993. Повідомлено про 2 нові смерті, внаслідок чого кількість померлих зросла до 1622.[2]

### 4 жовтня
- У Малайзії повідомили про 1483 нові випадки хвороби, загальна кількість випадків зросла до 4846592. Зареєстровано 1852 одужання, загальна кількість одужань зросла до 4787250. Зареєстровано 5 смертей, кількість померлих зросла до 36385.[8]
- У Сінгапурі повідомили про 7146 нових випадків хвороби, у тому числі 6888 з місцевою передачею вірусу під час заходу Формули-1, загальна кількість випадків зросла до 1924139. Повідомлено про 2 нові смерті, внаслідок чого кількість померлих зросла до 1624.[9][2]

### 5 жовтня
Щотижневий звіт ВООЗ:
- У Малайзії повідомили про 1722 нові випадки хвороби, загальна кількість випадків зросла до 4848314. Зареєстровано 1639 одужань, загальна кількість одужань зросла до 4788889. Зареєстровано 2 смерті, кількість померлих зросла до 36387.[11]
- Сінгапур повідомив про 5923 нові випадки хвороби, загальна кількість випадків зросла до 1930062.[2]

### 6 жовтня
- Греція перевищила поріг у 5 мільйонів випадків COVID-19.
- У Малайзії повідомили про 1794 нових випадки хвороби, загальна кількість випадків досягла 4850108. Зареєстровано 1227 одужань, загальна кількість одужань зросла до 4790116. Зареєстровано 4 смерті, кількість померлих зросла до 36391.[12]
- Сінгапур повідомив про 6208 нових випадків хвороби, загальна кількість випадків зросла до 1936270. Повідомлено про одну нову смерть, кількість померлих зросла до 1625.[13]

### 7 жовтня
- Малайзія повідомила про 1788 нових випадків хвороби, загальна кількість випадків зросла до 4851896. Зареєстровано 1509 одужань, загальна кількість одужань зросла до 4791625. Зареєстровано 3 смерті, кількість померлих зросла до 36394.[14]
- Сінгапур повідомив про 5934 нові випадки хвороби, загальна кількість випадків зросла до 1942204. Повідомлено про 3 нових смерті, внаслідок чого кількість померлих зросла до 1628.[13]

### 8 жовтня
- Малайзія повідомила про 1627 нових випадків хвороби, внаслідок чого загальна кількість випадків досягла 4853523. Зареєстрована 2379 одужань, загальна кількість одужань зросла до 4794004. Зареєстровано 4 смерті, кількість померлих зросла до 36398.[15]
- Сінгапур повідомив про 6198 нових випадків хвороби, загальна кількість випадків зросла до 1948402. Повідомлено про одну нову смерть, кількість померлих зросла до 1629.[13]

### 9 жовтня
- У Малайзії повідомили про 1453 нові випадки хвороби, загальна кількість випадків зросла до 4854976. Зареєстровано 1800 одужань, загальна кількість одужань зросла до 4795804. Зареєстровано 2 смерті, кількість померлих зросла до 36400.[16]
- Сінгапур повідомив про 4795 нових випадків хвороби, внаслідок чого загальна кількість випадків досягла 1953197.[13]

### 10 жовтня
- Німеччина перевищила поріг у 34 мільйони випадків хвороби.[17]
- Гонконг повідомив про 2 нових підваріанти Омікрон (BA.2.75.2 і XBB.1), територія також повідомила про 4874 нових випадки хвороби.[18]
- Малайзія повідомила про 1241 новий випадок хвороби, загальна кількість випадків зросла до 4856217. Зареєстровано 1843 одужання, загальна кількість одужань зросла до 4797647. Зареєстровано 3 смерті, кількість померлих зросла до 36403.[19]
- Нова Зеландія повідомила про 9405 нових випадків хвороби, внаслідок чого загальна кількість випадків досягла 1800602. Зареєстровано 9926 одужань, загальна кількість одужань зросла до 1787362. Зареєстровано 17 смертей, кількість померлих зросла до 2055.[20]
- Сінгапур повідомив про 4719 нових випадків хвороби, внаслідок чого загальна кількість випадків досягла 1957916. Повідомлено про 3 нових смерті, внаслідок чого кількість померлих зросла до 1632.[21][13]

### 11 жовтня
- Малайзія повідомила про 1291 новий випадок хвороби, загальна кількість випадків зросла до 4857508. Зареєстровано 1592 одужання, загальна кількість одужань зросла до 4799239. Зареєстровано 3 смерті, кількість померлих зросла до 36406.[22]
- Сінгапур повідомив про 11732 нові випадки хвороби, загальна кількість випадків зросла до 1969648. Нещодавній сплеск випадків був спричинений новим варіантом COVID-19 під назвою XBB. Повідомлено про 2 нові смерті, внаслідок чого кількість померлих зросла до 1634.[23][13]

### 12 жовтня
Щотижневий звіт ВООЗ:
- Франція перевищила поріг у 36 мільйонів випадків COVID-19.[25]
- Малайзія повідомила про 1628 нових випадків хвороби, внаслідок чого загальна кількість випадків досягла 4859136. Зареєстровано 1345 одужань, загальна кількість одужань зросла до 4800584. Повідомлено про одну смерть, кількість померлих зросла до 36407.[26]
- Сінгапур повідомив про 9611 нових випадків хвороби, загальна кількість випадків зросла до 1979259. Повідомлено про 2 нові смерті, внаслідок чого кількість померлих зросла до 1636.[13]
- Південна Корея повідомила про 30535 нових випадків хвороби, перевищивши 25 мільйонів випадків загалом, загальна кількість випадків зросла до 25025749.[27]
- Американський медійник Раян Сікрест отримав позитивний результат тестування на COVID-19.[28]

### 13 жовтня
- Бангладеш повідомив про перші випадки субваріанту XBB, який походить із Гонконгу.[29]
- Канада повідомила про 9111 нових випадків хвороби і 109 нових смертей.
- Малайзія повідомила про 2090 нових випадків хвороби, внаслідок чого загальна кількість випадків досягла 4861226. Зареєстровано 1428 одужань, загальна кількість одужань зросла до 4802012. Зареєстровано 3 смерті, кількість померлих зросла до 36410.[30]
- У Непалі кількість випадків COVID-19 перевищила 1 мільйон. Також в країні зареєстровані перші випадки субваріанту XBB.[29]
- Сінгапур повідомив про 9501 новий випадок хвороби, загальна кількість випадків зросла до 1988760. Повідомлено про 3 нових випадки смерті, внаслідок чого кількість померлих зросла до 1639.[31]
- Тайвань повідомив про 53356 нових випадків хвороби, перевищивши 7 мільйонів випадків хвороби, загальна кількість випадків зросла до 7050750. Повідомлено про 29 нових смертей, кількість померлих зросла до 11686.[32]
- Англійський музикант Рінго Старр вдруге отримав позитивний результат тестування на COVID-19, що призвело до його скасування решти його американського туру.[33]

### 14 жовтня
- В Італії кількість випадків COVID-19 перевищила 23 мільйони.[34]
- Малайзія повідомила про 2231 новий випадок хвороби, загальна кількість випадків зросла до 4863457. Зареєстровано 1473 одужання, загальна кількість одужань зросла до 4803485. Повідомлено про 5 смертей, кількість померлих зросла до 36415.[35]
- Сінгапур повідомив про 9087 нових випадків хвороби, загальна кількість випадків зросла до 1997847. Повідомлено про 2 нові смерті, внаслідок чого кількість померлих зросла до 1641.[31]

### 15 жовтня
- Малайзія повідомила про 2023 нові випадки хвороби, загальна кількість випадків зросла до 4865480. Зареєстровано 1699 одужань, загальна кількість одужань зросла до 4805 84. Кількість померлих залишилося на рівні 36415.[36]
- Сінгапур повідомив про 8037 нових випадків хвороби, і перевищив 2 мільйони випадків, кількість випадків зросла до 2005884.[31]

### 16 жовтня
- Малайзія повідомила про 1712 нових випадків хвороби, внаслідок чого загальна кількість випадків досягла 4867192. Зареєстровано 1699 одужань, загальна кількість одужань зросла до 4806883. Зареєстровано 2 смерті, кількість померлих зросла до 36417.[37]
- Сінгапур повідомив про 6181 новий випадок хвороби, загальна кількість випадків зросла до 2012065. Повідомлено про 3 нових смерті, внаслідок чого кількість померлих зросла до 1644.[31]

### 17 жовтня
- Малайзія повідомила про 1210 нових випадків хвороби, внаслідок чого загальна кількість випадків досягла 4868402. Зареєстровано 2026 одужань, загальна кількість одужань зросла до 4808909. Зареєстровано 6 смертей, кількість померлих зросла до 36423.[38]
- Нова Зеландія повідомила про 14311 нових випадків хвороби за минулий тиждень, загальна кількість випадків зросла до 1814890. Зареєстровано 11178 одужань, загальна кількість одужань зросла до 1798540. Зареєстровано 10 смертей, кількість померлих зросла до 2065.[39]
- Сінгапур повідомив про 5196 нових випадків хвороби, внаслідок чого загальна кількість випадків досягла 2017261. Повідомлено про 2 нові смерті, внаслідок чого кількість померлих зросла до 1646.[31]

### 18 жовтня
- У Малайзії повідомили про 1873 нові випадки хвороби, загальна кількість випадків зросла до 4870275. Зареєстровано 1515 одужань, загальна кількість одужань зросла до 4810424. Зареєстровано 3 смерті, кількість померлих зросла до 36426.[40]
- Філіппіни повідомили про перші випадки субваріанту XBB. Країна також повідомила про виявлення нового типу варіанту Омікрон під назвою XBC.[41]
- Сінгапур повідомив про 11934 нових випадки хвороби, загальна кількість випадків зросла до 2029195. Повідомлено про 5 нових смертей, кількість померлих зросла до 1651.[42][31]

### 19 жовтня
Щотижневий звіт ВООЗ:
- Малайзія повідомила про 2295 нових випадків хвороби, загальна кількість випадків зросла до 4872570. Зареєстровано 1386 одужань, загальна кількість одужань зросла до 4811810. Зареєстровано 3 смерті, кількість померлих зросла до 36429.[44]
- Сінгапур повідомив про 8752 нових випадки, довівши загальну кількість до 2037947. Повідомлено про 3 нових смерті, кількість померлих зросла до 1654.[31]

### 20 жовтня
- У Німеччині кількість випадків COVID-19 перевищила 35 мільйонів.[45]
- Малайзія повідомила про 2561 новий випадок хвороби, загальна кількість випадків зросла до 4875131. Зареєстровано 1248 одужань, загальна кількість одужань зросла до 4813058. Зареєстровано 8 смертей, кількість померлих зросла до 36437.[46]
- Сінгапур повідомив про 8176 нових випадків хвороби, загальна кількість випадків зросла до 2046123. Повідомлено про 5 нових смертей, кількість померлих зросла до 1659.[47]

### 21 жовтня
- Малайзія повідомила про 2256 нових випадків хвороби, внаслідок чого загальна кількість випадків досягла 4877387. Зареєстровано 1363 одужання, загальна кількість одужань зросла до 4814421. Зареєстровано 3 смерті, кількість померлих зросла до 36440.[48]
- Сінгапур повідомив про 7247 нових випадків хвороби, внаслідок чого загальна кількість випадків досягла 2053370. Повідомлено про одну нову смерть, кількість померлих зросла до 1660.[47]
- У Сполучених Штатах Америки кількість випадків хвороби перевищила 99 мільйонів.[49]

### 22 жовтня
- Малайзія повідомила про 2618 нових випадків хвороби, внаслідок чого загальна кількість випадків досягла 4880005. Зареєстровано 1841 одужання, загальна кількість одужань зросла до 4816262. Зареєстровано 4 смерті, кількість померлих зросла до 36444.[50]
- Сінгапур повідомив про 6339 нових випадків хвороби, внаслідок чого загальна кількість випадків досягла 2059709.[47]
- Директор Центрів з контролю та профілактики захворювань Рошель Валенскі отримала позитивний результат на COVID-19.[51]

### 23 жовтня
- Малайзія повідомила про 2054 нові випадки хвороби, загальна кількість випадків зросла до 4882059. Зареєстровано 1975 одужань, загальна кількість одужань зросла до 4818237. Кількість померлих залишилася на рівні 36444.[52]
- У Сінгапурі повідомили про 4454 нові випадки хвороби, загальна кількість випадків зросла до 2064163. Повідомлено про 2 нові смерті, внаслідок чого кількість померлих зросла до 1662.[47]

### 24 жовтня
- Малайзія повідомила про 1737 нових випадків хвороби, внаслідок чого загальна кількість випадків досягла 4883796. Зареєстровано 2118 одужань, загальна кількість одужань зросла до 4820355. Зареєстровано 3 смерті, кількість померлих до 36447.[53]
- Японія повідомила про 16852 нові випадки хвороби за добу, перевищивши 22 мільйони випадків загалом, загальна кількість випадків зросла до 22008129.[54]
- У Новій Зеландії повідомили про 16399 нових випадків хвороби, загальна кількість випадків досягла 1831233. Зареєстровано 14245 одужань, загальна кількість одужань зросла до 1812785. Зареєстровано 30 смертей, кількість померлих зросла до 2095.[55]
- Сінгапур повідомив про 3627 нових випадків хвороби, внаслідок чого загальна кількість випадків досягла 2067790. Повідомлено про одну нову смерть, внаслідок чого кількість померлих зросла до 1663.[47]

### 25 жовтня
- У Малайзії повідомили про 1743 нових випадки хвороби, загальна кількість випадків зросла до 4885539. Зареєстровано 1935 одужань, загальна кількість одужань зросла до 4822290. Зареєстровано 5 смертей, кількість померлих зросла до 36452.[56]
- У Сінгапурі повідомили про 2994 нові випадки хвороби, загальна кількість випадків зросла до 2070784. Повідомлено про 3 нових смерті, внаслідок чого кількість померлих досягла 1666.[57] Крім того, в країні виявлено два нових підваріанти Омікрон під назвою BQ.1 і BQ.1.1.[58][47]
- Австралійський крикетист Адам Зампа отримав позитивний результат тесту на COVID-19.[59]

### 26 жовтня
Щотижневий звіт ВООЗ:
- Малайзія повідомила про 2136 нових випадків хвороби, внаслідок чого загальна кількість випадків досягла 4887675. Зареєстровано 1695 одужань, загальна кількість одужань зросла до 4823984. Зареєстровано 6 смертей, кількість померлих зросла до 36458.[61]
- Сінгапур повідомив про 9557 нових випадків хвороби, загальна кількість випадків зросла до 2080341. Повідомлено про 2 нові смерті, внаслідок чого кількість померлих зросла до 1668.[47]
- Американська співачка Селена Гомес отримала позитивний тест на COVID-19 і скасувала свій майбутній виступ у «Tonight Show».[62]

### 27 жовтня
- Малайзія повідомила про 2762 нові випадки хвороби, загальна кількість випадків до 4890437. Зареєстровано 1271 одужання, загальна кількість одужань зросла до 4825255. Зареєстровано 4 смерті, кількість померлих зросла до 36462.[63]
- Сінгапур повідомив про 6247 нових випадків хвороби, загальна кількість випадків зросла до 2086588. Повідомлено про 2 нові смерті, внаслідок чого кількість померлих зросла до 1670.[64]
- Австралійський крикетист Меттью Вейд отримав позитивний результат тесту на COVID-19 перед майбутнім матчем команди проти Англії.[65]

### 28 жовтня
- Канада повідомила про 4611 нових випадків хвороби і 94 нових смерті.
- Малайзія повідомила про 3296 нових випадків хвороби, загальна кількість випадків зросла до 4893733. Зареєстровано 1960 одужань, загальна кількість одужань зросла до 4827215. Повідомлено про одну смерть, кількість померлих зросла до 36463.[66]
- На Філіппінах кількість випадків перевищила 4 мільйони.[67]
- Сінгапур повідомив про 5301 новий випадок хвороби, загальна кількість випадків зросла до 2091889. Повідомлено про 2 нові смерті, внаслідок чого кількість померлих зросла до 1672.[64]

### 29 жовтня
- Малайзія повідомила про 3189 нових випадків хвороби, внаслідок чого загальна кількість випадків досягла 4896922. Зареєстровано 2541 одужання, загальна кількість одужань зросла до 4829756. Повідомлено про одну нову смерть, кількість померлих зросла до 36464.[68]
- Сінгапур повідомив про 4631 новий випадок хвороби, загальна кількість випадків зросла до 2096520. Повідомлено про 2 нові смерті, внаслідок чого кількість померлих зросла до 1674.[64]

### 30 жовтня
- Малайзія повідомила про 3129 нових випадків хвороби, внаслідок чого загальна кількість випадків досягла 4900051. Зареєстровано 2464 одужання, загальна кількість одужань зросла до 4832220. Зареєстровано 2 смерті, кількість померлих зросла до 36466.[69]
- Сінгапур повідомив про 3240 нових випадків хвороби, внаслідок чого загальна кількість випадків досягла 2099760. Повідомлено про 2 нові смерті, внаслідок чого кількість померлих зросла до 1676.[64]

### 31 жовтня
- Малайзія повідомила про 2913 нових випадків хвороби, загальна кількість померлих зросла до 4902964. Зареєстровано 2833 одужання, загальна кількість одужань зросла до 4835053. Зареєстровано 9 смертей, кількість померлих зросла до 36475.[70]
- Нова Зеландія повідомила про 20522 нові випадки хвороби, загальна кількість випадків зросла до 1851689. Зареєстровано 16321 одужання, загальна кількість одужань зросла до 1829106. Зареєстровано 11 смертей, кількість померлих зросла до 2106.[71]
- Сінгапур повідомив про 2612 нових випадків хвороби, внаслідок чого загальна кількість випадків досягла 2102372. Повідомлено про 4 нові смерті, кількість померлих зросла до 1680.[64]
- Директор Центрів з контролю та профілактики захворювань Рошель Валенскі вдруге отримала позитивний результат тесту на COVID-19 після лікування паксловідом.[72]

## Резюме
Станом на кінець жовтня лише такі країни та території не повідомляли про випадки зараження SARS-CoV-2:
Азія
- Туркменістан

Океанія
- Токелау

Антарктика
- Земля Аделі
- Австралійська антарктична територія
- Земля Мері Берд
- Британська Антарктична Територія
- Острів Петра I

Заморські території
- Острів Буве
- Острови Герд і Макдональд
- Острови Принс-Едуард
- Південна Джорджія та Південні Сандвічеві Острови